# Video Rewind
Video Rewind, sorti en 1988 est une compilation de clips vidéos en versions intégrales et non censurées du groupe de rock The Rolling Stones, dont certains ont été interdits à la télévision. Ils sont présentés dans un scénario humoristique par Bill Wyman

## Titres (non chronologique)
1. She was hot
2. Neighbours
3. Emotional rescue
4. Undercover of the Night
5. Too much blood
6. Start me up
7. It's only rock 'n' roll
8. Brown sugar
9. Waiting on a friend
10. Miss you
11. Angie